# Gymnocrex
Gymnocrex Salvadori, 1875 è un genere di uccelli della famiglia dei Rallidi.

## Tassonomia
Comprende tre specie:
- Gymnocrex rosenbergii (Schlegel, 1866) - rallo faccianuda;
- Gymnocrex talaudensis Lambert, 1998 - rallo delle Talaud;
- Gymnocrex plumbeiventris (G. R. Gray, 1862) - rallo occhinudi.

## Distribuzione e habitat
Questi ralli sono tutti originari della regione australasiatica; tuttavia, solo il rallo occhinudi occupa un areale piuttosto esteso: è presente, infatti, in Nuova Guinea e nelle Molucche. Le altre due specie sono entrambe rare: in particolare, il rallo delle Talaud è presente unicamente sull'isola di Karakelong, mentre quello faccianuda occupa la più vasta Sulawesi.